# NGC 7106
NGC 7106 este o galaxie situată în constelația Indianul. A fost descoperită în 8 iulie 1834 de către John Herschel.